# Isakas Vistaneckis
Isakas Vistaneckis (Isaak, Itzhak Vistinietzki) (Marijampolė, 29 de setembre de 1910 - Tel-Aviv, 30 de desembre de 2000) fou un mestre d'escacs jueu lituà.

## Resultats destacats en competició
El 1930, Isakas Vistaneckis va guanyar el campionat de Lituània. El maig de 1931, va guanyar el 1r campionat Bàltic a Klaipėda. El 1935, va guanyar el campionat de Lituània. El 1935, va disputar un matx contra Vladas Mikėnas, (+5 –5 =6).
Vistaneckis va jugar, representant Lituània en cinc Olimpíades d'escacs oficials, i també a l'olimpíada no oficial de Múnic 1936: 
- El juliol 1930, al tercer tauler a la 3a Olimpíada d'escacs a Hamburg (+3 –9 =4).
- El juliol 1931, al tercer tauler a la 4a Olimpíada d'escacs a Praga (+2 –8 =4).
- El juliol 1933, al tercer tauler a la 5a Olimpíada d'escacs a Folkestone (+4 –3 =6).
- El agost 1935, al tercer tauler a la 6a Olimpíada d'escacs a Varsòvia (+3 –8 =4).
- El setembre/d'agost 1936, al tercer tauler a la 3a Olimpíada d'escacs no oficial a Múnic (+9 –4 =7).
- El juliol/agost de 1937, al tercer tauler a la 7a Olimpíada d'escacs a Estocolm (+5 –8 =3).[2]

El 1941, va guanyar el 1r Campionat de l'RSS de Lituània. El juny de 1941, va participar en les semifinals del campionat de la Unió Soviètica a Rostov del Don. En 1942, va empatar als llocs 4t-7è a Sverdlovsk (Iekaterinburg), darrere de Viatxeslav Ragozin, Vladimirs Petrovs, i Aleksei Sokolski. El febrer-març del 1944, va participar en les semifinals del campionat de la Unió Soviètica a Omsk. El 1945, empatà als llocs 6è-8è a les semifinals del campionat de la Unió Soviètica a Bakú. El novembre – octubre de 1945, va empatar als llocs 3r-4t amb Aleksandrs Koblencs, darrere de Mikenas i Aleksandr Tóluix, al campionat del Bàltic a Riga. El juliol–juny de 1946, fou 2n, darrere de Iuri Averbakh, al campionat bàltic a Vílnius. El 1947, va guanyar un matx contra Zagoriansky (+4 –2 =8).
El 1947 fou 12è a Sverdlovsk (semifinals del Campionat de l'URSS). El 1949, empatà als llocs 9è-10è a Vílnius (semifinals del Campionat de l'URSS). El 1950, va empatar als llocs 14è-15è a Tula (semifinals del Campionat de l'URSS). El 1951, va empatar als llocs 9è-10è a Lviv (semifinals del Campionat de l'URSS). El 1953, fou 13è a Vílnius (semifinals del Campionat de l'URSS). El 1954, va empatar als llocs 3r-4t a Vílnius (Quadrangular). El 1954, va empatar als llocs 14è-15è a Erevan (semifinals del Campionat de l'URSS). El 1957, va empatar als llocs 8è-9è a Minsk (Campionat de l'URSS i torneig Zonal). El 1960, va empatar als llocs 16è-17è a Vílnius (semifinals del Campionat de l'URSS). El 1961, va empatar als llocs 13è-15è a Palanga (Campionat Bàltic). El 1962, va empatar als llocs 11è-12è a Tbilisi. El 1963, va empatar als llocs 13è-14è a Estònia (Campionat Bàltic). El 1964, fou 10è a Pärnu (Campionat Bàltic).
Vistaneckis va participar moltes vegades al campionats de la República Soviètica de Lituània. El 1949, va empatar al 1r lloc amb Ratmir Kholmov a Vílnius. El 1954, va guanyar, per davant de Mikenas, a Vílnius. El 1956, va guanyar a Kaunas. El 1959, va empatar al primer lloc amb Kholmov a Vílnius. El 1960, fou 2n a Vílnius. El 1964, va empatar als llocs 2n-3r amb Česnauskas, darrere de Mikenas, a Vílnius.
Al final dels anys 1970, va emigrar a Israel.

## Partides notables
- Isakas Vistaneckis vs Marcel Engelmann (BEL), Folkestone 1933, 5ena olimpíada, nimzoíndia, clàssica, E38, 1-0
- Isakas Vistaneckis vs Henry Grob (SWI), Múnic (ol) 1936, defensa francesa, clàssica, C14, 1-0 Arxivat 2007-03-10 a Wayback Machine.
- Isakas Vistaneckis vs Vladimirs Petrovs, Sverdlovsk 1942, gambit de dama refusat, eslava, D16, 1-0 Arxivat 2007-03-10 a Wayback Machine.
- Isakas Vistaneckis vs Salo Flohr, Erevan 1954, sf URS–ch, gambit de dama acceptat, D26, 1-0
- Isakas Vistaneckis vs Roberts Skuja, Minsk 1957, zt URS-ch, gambit de dama declinat, eslava, D11, 1-0